# Бюльбринг, Эдит
Эдит Бюльбринг (27 декабря 1902 — 5 июля 1990) — британская исследовательница немецкого происхождения в области физиологии и фармакологии гладких мышц, одна из первых женщин-членов Лондонского королевского общества.

## Биография
Родилась и выросла в Германии. Отец, Карл Бюльбринг, был профессором английской филологии в Боннском университете. Мать, Гортензия Леонора Кан, происходила из богатой семьи еврейских банкиров из Гааги. Её дядя Йозеф Исраелс был известным нидерландским художником. Кроме неё, в семье было ещё 3 старших ребёнка.
Училась на медицинском факультете Боннского университета, который окончила в 1928 году. В дальнейшем работала врачом, а в 1929 пошла работать волонтёром в лабораторию фармаколога Пауля Тренделенбурга. В 1931 году её руководитель умер от туберкулёза, поэтому она переехала в Иену, где работала врачом. Впоследствии она устроилась в лабораторию иммунолога Ульриха Фридеманна в Берлинском университете. В начале 1933 года, когда из университета выгнали всех евреев, Бюльбринг удалось сохранить пост, поскольку она была еврейкой только со стороны матери, однако вскоре сократили и ее. В сентябре 1933 года она вместе с сестрой Мауд и двумя друзьями переехала в Лондон. Вскоре по рекомендации знакомого физиолога Генри Дейла ей удалось поступить в лабораторию под руководством Джошуа Берна.
С 1953 до 1971 года возглавляла лабораторию физиологии гладких мышц в Оксфордском университете. В 1956 году Эдит Бюльюринг стала второй в истории женщиной- членом Лондонского королевского общества.
Эдит Бюльбринг умерла в 1990 году после нескольких операций.

## Вклад
Бюльбринг была пионеркой в исследовании физиологии и фармакологии гладких мышц.
Она сотрудничала со многими известными физиологами. В частности она училась и дружила с Мартой Фогт, работала вместе с Михаилом Шубой.